# José María Heredia y Campuzano
 Der er flere personer med dette navn, se José María Heredia.
José María de Heredia y Campuzano (født 31. december 1803, død 7. maj 1839) var en spansk digter, fætter til José María de Heredia.
Han var cubaner og levede al sin tid i Amerika. I 1823 forvistes han af politiske årsager fra sin fødeø, opholdt sig derefter først i de forenede Stater og siden i Mexico, men fik 1836 tilladelse til at komme hjem.
Denne lyriker har stadig et ikke ringe navn, især for sine elegiske naturbeskrivelser og patriotiske hymner; han er især kendelig påvirket af Chateaubriand. Berømtest af Heredias poetiske frembringelser er digtene El Niagara og El Teocali de Cholula.
Den bedste blandt de talrige udgaver af hans Poesias udkom i New York 1875; sammenlign også Menéndez  Pelayos Antologia de poetas hispano-americanos, II (1893).